# Université des sports de Pékin
L'Université des sports de Pékin (北京体育大学, anglais : Beijing Sport University), anciennement « Université d'Éducation physique de Pékin », fondée le 1er novembre 1953, est l'une des universités les plus réputées en Chine et dans le monde, pour l'enseignement des sports chinois et de l'éducation physique.
L'université est actuellement composée de sept départements, deux écoles de sport de haut-niveau et de nombreux enseignants, dont 227 professeurs.

### Élèves diplômés de l'université
- Eric Caulier, diplômé en taijiquan (1998)
- François Hainry, diplômé en taijiquan - bagua zhang - Qigong (2005)
- Kan Guixiang, diplômé en taijiquan